# Guêpier en Angola
Guêpier en Angola est le 37e roman de la série SAS, écrit par Gérard de Villiers et publié en février 1975 chez Plon / Presses de la Cité. Comme tous les SAS parus au cours des années 1970, le roman a été édité lors de sa publication en France à 100 000 exemplaires.
L'action se déroule fin 1974 en Angola.

## Personnages
- Malko Linge : Autrichien, « agent contractuel » de la CIA, héros du roman.
- David Wise : directeur-adjoint de la Division des opérations secrètes à la CIA.
- Len Post, agent de la CIA à Luanda.

## Résumé
Len Post, agent de la CIA à Luanda vient de terminer tragiquement sa carrière alors qu’il s’apprêtait à recevoir un envoyé de Jonas Savimbi. Son assassin, un Irlandais sadique, le remplace lors de l’entretien et s’empare d’un courrier très confidentiel. On demande alors à Malko de jouer le rôle d’un facteur un peu spécial.

## Autour du roman
Dès le premier chapitre, l'auteur fait une allusion directe à la révolution des Œillets (25 avril 1974) qui a mis fin à la dictature salazariste et permis l’indépendance des anciennes colonies portugaises.